# Aspicilia
Aspicilia is een geslacht van korstmossen behorend tot de familie Megasporaceae. Het is beschreven door de Italiaan Abramo Bartolommeo Massalongo en voor het eerst geldig gepubliceerd in 1855. De typesoort is Aspicilia cinerea.

## Soorten
Volgens Index Fungorum bevat het geslacht 517 soorten (peildatum november 2021):
| Soortnaam                            | Auteur(s)                                                                   | Publicatiejaar     |
| ------------------------------------ | --------------------------------------------------------------------------- | ------------------ |
| Aspicilia abbasiana                  | S.Y. Kondr., Lőkös, Ismayil & S.Y. Guo                                      | 2016               |
| Aspicilia acceptanda                 | (Nyl.) Arnold                                                               | 1912               |
| Aspicilia accomodans                 | Gyeln.                                                                      | 1934               |
| Aspicilia acharii                    | (Ach.) Boistel                                                              | 1903               |
| Aspicilia adaequata                  | (Lettau) Poelt                                                              | 1994               |
| Aspicilia adamanticola               | Hue                                                                         | 1912               |
| Aspicilia adunans                    | (Nyl.) Arnold                                                               | 1887               |
| Aspicilia aeneola                    | Motyka                                                                      | 1995               |
| Aspicilia affinis                    | Anzi                                                                        | 1860               |
| Aspicilia albocretacea               | (Zahlbr.) J.C. Wei / Motyka                                                 | 1991 / 1995        |
| Aspicilia albomarginata              | B. de Lesd.                                                                 | 1909               |
| Aspicilia albonota                   | McCune & J. Di Meglio                                                       | 2021               |
| Aspicilia alboradiata                | (H. Magn.) Oxner                                                            | 1971 / 1972        |
| Aspicilia albosparsa                 | (Werner) S.Y. Kondr.                                                        | 2002               |
| Aspicilia alexandri                  | R. Sant.                                                                    | 1984               |
| Aspicilia aliena                     | (Zahlbr.) Oxner                                                             | 1971 / 1972        |
| Aspicilia almorensis                 | Räsänen                                                                     | 1952               |
| Aspicilia alpinodesertorum           | Elenkin                                                                     | 1901               |
| Aspicilia americana                  | B. de Lesd.                                                                 | 1932               |
| Aspicilia ammotropha                 | Hue                                                                         | 1912               |
| Aspicilia amphibola                  | (Ach.) Arnold                                                               | 1887               |
| Aspicilia anamyloidea                | (Zahlbr.) J.C. Wei                                                          | 1991               |
| Aspicilia angelica                   | Owe-Larss. & A. Nordin                                                      | 2007               |
| Aspicilia angelorum                  | B. de Lesd.                                                                 | 1951               |
| Aspicilia annulata                   | (Lynge) J.W. Thomson                                                        | 1987               |
| Aspicilia anseris                    | (Lynge) J.W. Thomson                                                        | 1981               |
| Aspicilia aomoriana                  | Hue                                                                         | 1912               |
| Aspicilia aquatica                   | (Fr.) Körb.                                                                 | 1855               |
| Aspicilia arctica                    | (Lynge) Oxner                                                               | 1971               |
| Aspicilia arctica                    | (Lynge) Oxner                                                               | 1972               |
| Aspicilia arenaria                   | Eitner                                                                      | 1901               |
| Aspicilia argillacea                 | Anzi                                                                        | 1862               |
| Aspicilia arizonica                  | Owe-Larss. & A. Nordin                                                      | 2007               |
| Aspicilia armeniaca                  | (Werner) S.Y. Kondr.                                                        | 2002               |
| Aspicilia arnoldii                   | Hue                                                                         | 1912               |
| Aspicilia arvernica                  | Hue                                                                         | 1912               |
| Aspicilia aschabadensis              | (J. Steiner) Mereschk.                                                      | 1911               |
| Aspicilia aschabdensis               | Mereschk.                                                                   | 1911               |
| Aspicilia asiatica                   | (H. Magn.) Oxner / (H. Magn.) Yoshim.                                       | 1971 / 1972        |
| Aspicilia aspicilioidea              | (Th. Fr.) R. Sant.                                                          | 1984               |
| Aspicilia asteria                    | Hue                                                                         | 1912               |
| Aspicilia asterias                   | Mereschk.                                                                   | 1921               |
| Aspicilia aterrima                   | (Fée) Hue                                                                   | 1912               |
| Aspicilia atrocinerea                | (Trevis.) A. Massal.                                                        | 1852               |
| Aspicilia atrorimata                 | (Nyl.) C.W. Dodge                                                           | 1971               |
| Aspicilia aurantiaca                 | Owe-Larss. & A. Nordin                                                      | 2007               |
| Aspicilia auricularis                | (Werner) S.Y. Kondr.                                                        | 2002               |
| Aspicilia austronorvegica            | (H. Magn.) R. Sant.                                                         | 1993               |
| Aspicilia babiogorensis              | Motyka                                                                      | 1995               |
| Aspicilia banatica                   | Gyeln.                                                                      | 1932               |
| Aspicilia bauvetiae                  | Cl. Roux, M. Bertrand & Poumarat                                            | 2020               |
| Aspicilia bennettii                  | (Lynge) J.W. Thomson                                                        | 1983               |
| Aspicilia berntii                    | A. Nordin, Tibell & Owe-Larss.                                              | 2008               |
| Aspicilia bicensis                   | F. Anderson & Lendemer                                                      | 2016               |
| Aspicilia blastidiata                | Paukov, A. Nordin & Tibell                                                  | 2015               |
| Aspicilia bohlinii                   | (H. Magn.) J.C. Wei                                                         | 1991               |
| Aspicilia boykinii                   | Owe-Larss. & A. Nordin                                                      | 2007               |
| Aspicilia breuteliana                | (A. Massal.) C.W. Dodge                                                     | 1971               |
| Aspicilia bricconensis               | Hue                                                                         | 1912               |
| Aspicilia brucei                     | Owe-Larss. & A. Nordin                                                      | 2007               |
| Aspicilia brunnthaleri               | (J. Steiner) Hue                                                            | 1912               |
| Aspicilia bulbosa                    | Motyka                                                                      | 1995               |
| Aspicilia bunodea                    | (A. Massal.) Maheu & A. Gillet                                              | 1926               |
| Aspicilia bylii                      | (Vain.) C.W. Dodge                                                          | 1971               |
| Aspicilia cacuminum                  | (Müll. Arg.) Kernst.                                                        | 1893               |
| Aspicilia caecula                    | (Ach.) Anzi                                                                 | 1864               |
| Aspicilia caesiascens                | Pišút                                                                       | 1978               |
| Aspicilia caesiopruinosa             | (H. Magn.) J.W. Thomson                                                     | 1987               |
| Aspicilia caesiororida               | (Zahlbr.) J.C. Wei                                                          | 1991               |
| Aspicilia calcarea                   | (L.) Körb.                                                                  | 1859               |
| Aspicilia calcitrapa                 | Cl. Roux & A. Nordin                                                        | 2011               |
| Aspicilia californica                | Rosentr.                                                                    | 1998               |
| Aspicilia candida                    | (Anzi) Hue                                                                  | 1912               |
| Aspicilia candidula                  | Motyka                                                                      | 1995               |
| Aspicilia canina                     | Räsänen                                                                     | 1939               |
| Aspicilia cantiana                   | (Garov.) Dalla Torre & Sarnth.                                              | 1902               |
| Aspicilia capituligera               | (Poelt) Poelt                                                               | 1994               |
| Aspicilia carnosula                  | Arnold                                                                      | 1869               |
| Aspicilia centromela                 | (Nyl.) Hue                                                                  | 1912               |
| Aspicilia cernohorskyana             | (Clauzade & Vězda) Cl. Roux                                                 | 1979               |
| Aspicilia changaica                  | (Klem.) N.S. Golubk.                                                        | 1981               |
| Aspicilia chinnampoana               | Hue                                                                         | 1912               |
| Aspicilia chondroplaca               | (Zahlbr.) C.W. Dodge                                                        | 1971               |
| Aspicilia cinerascens                | (Schaer.) Hue                                                               | 1910               |
| Aspicilia cinerea (Dijkdambordje)    | (L.) Körb.                                                                  | 1855               |
| Aspicilia cinereofusca               | Motyka                                                                      | 1995               |
| Aspicilia cinereoglauca              | B. de Lesd.                                                                 | 1914               |
| Aspicilia cinereoolivacea            | Harm.                                                                       | 1915               |
| Aspicilia cinereopolita              | (Zahlbr.) J.C. Wei                                                          | 1991               |
| Aspicilia cinereovirens              | (Eschw.) Hue                                                                | 1912               |
| Aspicilia cingulata                  | (Zahlbr.) Oxner                                                             | 1971               |
| Aspicilia cingulata                  | (Zahlbr.) Oxner                                                             | 1972               |
| Aspicilia circularis                 | (H. Magn.) Oxner                                                            | 1971 / 1972        |
| Aspicilia circummunita               | (Nyl.) Flagey                                                               | 1896               |
| Aspicilia clancularia                | (Nyl.) Boistel                                                              | 1903               |
| Aspicilia claudeliana                | Hue                                                                         | 1914               |
| Aspicilia clercii                    | Cl. Roux & M. Bertrand                                                      | 2020               |
| Aspicilia coerulea                   | (A. Massal.) Lindau                                                         | 1913               |
| Aspicilia composita                  | C.W. Dodge / (Lynge) J.W. Thomson / Motyka                                  | 1969 / 1984 / 1995 |
| Aspicilia concinna                   | (J.W. Thomson) J.W. Thomson                                                 | 1997               |
| Aspicilia confluens                  | (H. Magn.) Motyka                                                           | 1995               |
| Aspicilia confusa                    | Owe-Larss. & A. Nordin                                                      | 2007               |
| Aspicilia conglomerans               | (Nyl.) Kernst.                                                              | 1896               |
| Aspicilia connectens                 | (J. Steiner) Hue                                                            | 1912               |
| Aspicilia contigua                   | (Lynge) J.W. Thomson                                                        | 1985               |
| Aspicilia contraria                  | (H. Magn.) R. Sant.                                                         | 1993               |
| Aspicilia coracina                   | (Hoffm.) Anzi                                                               | 1860               |
| Aspicilia coracodes                  | (Nyl.) Arnold                                                               | 1871               |
| Aspicilia corallophora               | (Poelt) Hafellner & Türk                                                    | 2001               |
| Aspicilia coronata                   | (A. Massal.) B. de Lesd.                                                    | 1906               |
| Aspicilia corrugatula                | (Arnold) Hue                                                                | 1912               |
| Aspicilia creberrima                 | Motyka                                                                      | 1995               |
| Aspicilia cremicolor                 | Hue                                                                         | 1912               |
| Aspicilia crespiana                  | V.J. Rico                                                                   | 1992               |
| Aspicilia critica                    | (Nyl.) Hue                                                                  | 1912               |
| Aspicilia crusii                     | Klem.                                                                       | 1958               |
| Aspicilia crustulosa                 | Motyka                                                                      | 1995               |
| Aspicilia cuprea                     | Owe-Larss. & A. Nordin                                                      | 2007               |
| Aspicilia cupulifera                 | (H. Magn.) Oxner                                                            | 1972               |
| Aspicilia curvabilis                 | (Nyl.) Hue                                                                  | 1912               |
| Aspicilia cyanescens                 | Owe-Larss. & A. Nordin                                                      | 2007               |
| Aspicilia danubica                   | Szatala                                                                     | 1958               |
| Aspicilia decipiens                  | Elenkin                                                                     | 1907               |
| Aspicilia decorticata                | (H. Magn.) J.C. Wei                                                         | 1991               |
| Aspicilia dedalaea                   | (Schaer.) Motyka                                                            | 1995               |
| Aspicilia delimitata                 | (H. Magn.) R. Sant.                                                         | 1993               |
| Aspicilia densata                    | (H. Magn.) Motyka                                                           | 1995               |
| Aspicilia depressa                   | Arnold / (Rabenh.) Lojka                                                    | 1869 / 1874        |
| Aspicilia desertorum                 | (Kremp.) Mereschk.                                                          | 1911               |
| Aspicilia determinata                | (H. Magn.) N.S. Golubk.                                                     | 1972               |
| Aspicilia deusta                     | Hellb.                                                                      | 1890               |
| Aspicilia diamartiza                 | (Vain.) Hue                                                                 | 1912               |
| Aspicilia diffusilis                 | (Nyl.) C.W. Dodge                                                           | 1971               |
| Aspicilia dimorphodes                | Hue                                                                         | 1912               |
| Aspicilia diploschistiformis         | McCune & J. Di Meglio                                                       | 2021               |
| Aspicilia disculifera                | (Zahlbr.) J.C. Wei                                                          | 1991               |
| Aspicilia disjecta                   | (Zahlbr.) J.C. Wei                                                          | 1991               |
| Aspicilia disserpens                 | (Zahlbr.) Räsänen                                                           | 1949               |
| Aspicilia dissoluta                  | Nyl.                                                                        |                    |
| Aspicilia distincta                  | Britzelm.                                                                   | 1907               |
| Aspicilia ditissima                  | Hue                                                                         | 1915               |
| Aspicilia ditmarii                   | Savicz                                                                      | 1914               |
| Aspicilia dolomiticola               | Anzi                                                                        | 1860               |
| Aspicilia dominiana                  | (Servít) Szatala                                                            | 1932               |
| Aspicilia dschungdienensis           | (Zahlbr.) J.C. Wei                                                          | 1991               |
| Aspicilia dubertretii                | (Werner) S.Y. Kondr.                                                        | 2002               |
| Aspicilia dudinensis                 | (H. Magn.) Oxner                                                            | 1971               |
| Aspicilia dudinensis                 | (H. Magn.) Oxner                                                            | 1972               |
| Aspicilia dusenii                    | Hue                                                                         | 1912               |
| Aspicilia dwaliensis                 | Räsänen                                                                     | 1952               |
| Aspicilia egyptiaca                  | (Müll. Arg.) Hue                                                            | 1911               |
| Aspicilia elevata                    | (Lynge) J.W. Thomson                                                        | 1981               |
| Aspicilia elfvingii                  | Vain.                                                                       | 1931               |
| Aspicilia eluta                      | (Nyl.) Hue                                                                  | 1912               |
| Aspicilia endochlora                 | (Hook. f. & Taylor) C.W. Dodge                                              | 1948               |
| Aspicilia endococcinea               | (Vain.) Oxner                                                               | 1971               |
| Aspicilia endococcinea               | (Vain.) Oxner                                                               | 1972               |
| Aspicilia endoleuca                  | (Hue) Hue                                                                   | 1912               |
| Aspicilia entypta                    | (Kremp.) Hue                                                                | 1912               |
| Aspicilia epichlora                  | (Vain.) C.W. Dodge                                                          | 1971               |
| Aspicilia epiglypta                  | (Norrl. ex Nyl.) Hue                                                        | 1912               |
| Aspicilia erratica                   | Motyka                                                                      | 1995               |
| Aspicilia erythrantha                | Poelt                                                                       | 1994               |
| Aspicilia erythroda                  | Hue                                                                         | 1915               |
| Aspicilia euphratica                 | (Werner) S.Y. Kondr.                                                        | 2002               |
| Aspicilia excipularis                | (H. Magn.) Creveld                                                          | 1981               |
| Aspicilia excrescens                 | (J. Steiner) Szatala                                                        | 1957               |
| Aspicilia eximia                     | Hue                                                                         | 1917               |
| Aspicilia expansa                    | (Lynge) Alstrup & E.S. Hansen                                               | 2001               |
| Aspicilia exserta                    | Hue                                                                         | 1912               |
| Aspicilia extenuata                  | (H. Magn.) R. Sant.                                                         | 1993               |
| Aspicilia exuberans                  | (H. Magn.) J.C. Wei                                                         | 1991               |
| Aspicilia faginea                    | Eitner                                                                      | 1896               |
| Aspicilia fauriana                   | Hue                                                                         | 1912               |
| Aspicilia faxinensis                 | (Müll. Arg.) Hue                                                            | 1912               |
| Aspicilia ferruginea                 | Szatala                                                                     | 1957               |
| Aspicilia ferruginosa                | Motyka                                                                      | 1995               |
| Aspicilia filiformis                 | Rosentr.                                                                    | 1998               |
| Aspicilia fimbriata                  | (H. Magn.) Oxner                                                            | 1971               |
| Aspicilia flageyi                    | Hue                                                                         | 1912               |
| Aspicilia flavescens                 | Anzi                                                                        | 1864               |
| Aspicilia flavoreagens               | (Asta & Cl. Roux) Cl. Roux                                                  | 2020               |
| Aspicilia fluviatilis                | A. Nordin & Owe-Larss.                                                      | 2010               |
| Aspicilia franconica                 | (H. Magn.) Motyka                                                           | 1995               |
| Aspicilia friesii                    | (Lynge) Oxner                                                               | 1971 / 1972        |
| Aspicilia fruticulosofoliacea        | (Elenkin) Sohrabi                                                           | 2010               |
| Aspicilia fumosa                     | Owe-Larss. & A. Nordin                                                      | 2007               |
| Aspicilia fumosula                   | (Müll. Arg.) Hue                                                            | 1912               |
| Aspicilia fuscocinerea               | (H. Magn.) Maheu & A. Gillet                                                |                    |
| Aspicilia galactotera                | (Zahlbr.) J.C. Wei                                                          | 1991               |
| Aspicilia geographica                | Hue                                                                         | 1912               |
| Aspicilia gerdensis                  | Hue                                                                         | 1912               |
| Aspicilia gibbosa                    | ß squamata Körb.                                                            | 1855               |
| Aspicilia gibbosula                  | (H. Magn.) Oxner                                                            | 1971 / 1972        |
| Aspicilia gisleri                    | Hue                                                                         | 1911               |
| Aspicilia glacialis                  | (Arnold) Arnold / C.W. Dodge                                                | 1880 / 1968        |
| Aspicilia glareosa                   | Savicz                                                                      | 1914               |
| Aspicilia glaucopsina                | (Nyl.) Hue                                                                  | 1912               |
| Aspicilia glomerata                  | Motyka                                                                      | 1995               |
| Aspicilia glomerulans                | (Poelt) Poelt                                                               | 1970               |
| Aspicilia goettweigensis             | (Zahlbr.) Hue                                                               | 1910               |
| Aspicilia granulosa                  | A. Nordin                                                                   | 2010               |
| Aspicilia grisea (Wrattig dambordje) | Arnold                                                                      | 1891               |
| Aspicilia griseocinerea              | Räsänen                                                                     | 1952               |
| Aspicilia griseola                   | (Th. Fr.) Hellb. / (Th. Fr.) Motyka                                         | 1890 / 1995        |
| Aspicilia griseopallida              | (Vain.) Hue / (Vain.) Vitik., Ahti, Kuusinen, Lommi & T. Ulvinen            | 1912 / 1997        |
| Aspicilia grossheimii                | Oxner                                                                       | 1940               |
| Aspicilia guadalupensis              | Owe-Larss. & A. Nordin                                                      | 2007               |
| Aspicilia gyalectella                | A. Massal.                                                                  | 1861               |
| Aspicilia gyrodes                    | (Nyl.) Hue                                                                  | 1912               |
| Aspicilia haematina                  | Körb.                                                                       | 1860               |
| Aspicilia haerjedalica               | (H. Magn.) R. Sant.                                                         | 1993               |
| Aspicilia harmandiana                | Hue                                                                         | 1912               |
| Aspicilia hartliana                  | (J. Steiner) Hue                                                            | 1912               |
| Aspicilia hedinii                    | (H. Magn.) Oxner                                                            | 1972               |
| Aspicilia helvetica                  | Hue                                                                         | 1912               |
| Aspicilia henricii                   | B. de Lesd.                                                                 | 1912               |
| Aspicilia heteroplaca                | (Zahlbr.) Oxner                                                             | 1971 / 1972        |
| Aspicilia hispana                    | B. de Lesd.                                                                 | 1935               |
| Aspicilia holmiensis                 | (H. Magn.) R. Sant.                                                         | 1993               |
| Aspicilia homaloplaca                | (Nyl.) C.W. Dodge                                                           | 1971               |
| Aspicilia hultingii                  | (H. Magn.) R. Sant.                                                         | 1993               |
| Aspicilia humboldtii                 | (Lynge) J.W. Thomson                                                        | 1985               |
| Aspicilia hyperboreorum              | (Zahlbr.) Oxner                                                             | 1971               |
| Aspicilia hyperboreorum              | (Zahlbr.) Oxner                                                             | 1972               |
| Aspicilia hypospilota                | (Vain.) Hue                                                                 | 1912               |
| Aspicilia inaequata                  | Hue                                                                         | 1912               |
| Aspicilia incolorella                | (Nyl.) Hue                                                                  | 1912               |
| Aspicilia inconspicua                | (H. Magn.) Räsänen / (H. Magn.) Motyka                                      | 1949 / 1995        |
| Aspicilia indissimilis               | (H. Magn.) Räsänen                                                          | 1949               |
| Aspicilia inflatula                  | Motyka                                                                      | 1995               |
| Aspicilia inornata                   | Arnold                                                                      | 1877               |
| Aspicilia intercedens                | Hav.                                                                        |                    |
| Aspicilia inundata                   | Szatala                                                                     | 1956               |
| Aspicilia isabellina                 | De Not.                                                                     | 1881               |
| Aspicilia justii                     | (Servít) Ozenda & Clauzade                                                  | 1973               |
| Aspicilia karelica                   | (H. Magn.) Oxner                                                            | 1971 / 1972        |
| Aspicilia knudsenii                  | Owe-Larss. & A. Nordin                                                      | 2007               |
| Aspicilia kuemmerleana               | Gyeln.                                                                      | 1932               |
| Aspicilia lactea                     | A. Massal.                                                                  | 1855               |
| Aspicilia laevata (Schaduwdambordje) | (Ach.) Arnold                                                               | 1887               |
| Aspicilia laevatoides                | (H. Magn.) Oxner                                                            | 1971               |
| Aspicilia lapponica                  | Hue                                                                         | 1914               |
| Aspicilia latiloba                   | Szatala                                                                     | 1941               |
| Aspicilia laurensii                  | B. de Lesd.                                                                 | 1907               |
| Aspicilia laxula                     | (H. Magn.) Brodo                                                            | 1987               |
| Aspicilia lazarenkoi                 | Oxner                                                                       | 1929               |
| Aspicilia lecideoidea                | Hue                                                                         | 1912               |
| Aspicilia lesleyana                  | Darb.                                                                       | 1928               |
| Aspicilia leucera                    | Hue                                                                         | 1912               |
| Aspicilia lignicola                  | Hue                                                                         | 1912               |
| Aspicilia limitata                   | (H. Magn.) J.W. Thomson                                                     | 1987               |
| Aspicilia litorea                    | (H. Magn.) Räsänen                                                          | 1943               |
| Aspicilia littoralis                 | (Vain.) Hue                                                                 | 1912               |
| Aspicilia lobulata                   | (Anzi) Hue                                                                  | 1912               |
| Aspicilia lugubris                   | (A. Massal.) Arnold                                                         | 1881               |
| Aspicilia lundensis                  | (Fr.) Uloth                                                                 | 1865               |
| Aspicilia macrospora                 | B. de Lesd.                                                                 | 1912               |
| Aspicilia maheui                     | B. de Lesd.                                                                 | 1935               |
| Aspicilia major                      | (Lynge) Øvstedal                                                            | 2009               |
| Aspicilia malmeana                   | (H. Magn.) Ozenda & Clauzade                                                | 1970               |
| Aspicilia malvinae                   | Fryday & T.B. Wheeler                                                       | 2021               |
| Aspicilia mamillata                  | Räsänen                                                                     | 1940               |
| Aspicilia marcii                     | B. de Lesd.                                                                 | 1910               |
| Aspicilia maritima                   | McCune & J. Di Meglio                                                       | 2021               |
| Aspicilia marmoricola                | Hue                                                                         | 1915               |
| Aspicilia maroccana                  | B. de Lesd.                                                                 | 1913               |
| Aspicilia massalongoi                | Hue                                                                         | 1912               |
| Aspicilia mastoidea                  | (Wedd.) Maheu & A. Gillet                                                   | 1926               |
| Aspicilia mauritii                   | Hue                                                                         | 1912               |
| Aspicilia mazarina                   | (Wahlenb.) R. Sant.                                                         | 1984               |
| Aspicilia mediocris                  | Motyka                                                                      | 1995               |
| Aspicilia mediterranea               | B. de Lesd.                                                                 | 1922               |
| Aspicilia melanaspis                 | Hellb.                                                                      | 1884               |
| Aspicilia mendozae                   | Räsänen                                                                     | 1941               |
| Aspicilia mexicana                   | B. de Lesd.                                                                 | 1933               |
| Aspicilia meylanii                   | B. de Lesd.                                                                 | 1923               |
| Aspicilia microlepis                 | Körb.                                                                       | 1860               |
| Aspicilia microplaca                 | (H. Magn.) J.C. Wei                                                         | 1991               |
| Aspicilia microspora                 | (Arnold) Hue                                                                | 1912               |
| Aspicilia microsporeta               | Hue                                                                         | 1912               |
| Aspicilia mikhnoi                    | (Zahlbr.) Oxner                                                             | 1972               |
| Aspicilia mirabilis                  | Mereschk.                                                                   |                    |
| Aspicilia mixcoacensis               | B. de Lesd.                                                                 | 1922               |
| Aspicilia mixta                      | Eitner                                                                      | 1911               |
| Aspicilia monilifera                 | (H. Magn.) Motyka                                                           | 1995               |
| Aspicilia montana                    | (H. Magn.) Hav.                                                             | 1952               |
| Aspicilia muelleri                   | (J. Steiner) Hue                                                            | 1912               |
| Aspicilia multipunctata              | (Vain.) R. Sant.                                                            | 1993               |
| Aspicilia mutabilis                  | (Ach.) Körb.                                                                | 1855               |
| Aspicilia narssaquensis              | (Lynge) J.W. Thomson                                                        | 1987               |
| Aspicilia nashii                     | Owe-Larss. & A. Nordin                                                      | 2007               |
| Aspicilia nathorstii                 | (Lynge) J.W. Thomson                                                        | 1985               |
| Aspicilia navarroi                   | Cl. Roux & M. Bertrand                                                      | 2020               |
| Aspicilia nebulosa                   | Motyka                                                                      | 1995               |
| Aspicilia nicaeensis                 | B. de Lesd.                                                                 | 1949               |
| Aspicilia niesenensis                | (H. Magn.) Hafellner                                                        | 2018               |
| Aspicilia nigritella                 | (Fée) Hue                                                                   | 1912               |
| Aspicilia nigritula                  | Motyka                                                                      | 1995               |
| Aspicilia niphetoda                  | Hue                                                                         | 1912               |
| Aspicilia nitellina                  | Hue                                                                         | 1912               |
| Aspicilia njuljae                    | (H. Magn.) Räsänen                                                          | 1949               |
| Aspicilia nordlandica                | (H. Magn.) Degel. / (H. Magn.) Motyka                                       | 1983 / 1995        |
| Aspicilia novae-semliae              | (Zahlbr.) Oxner                                                             | 1971 / 1972        |
| Aspicilia nubila                     | (Stizenb.) Hue                                                              | 1912               |
| Aspicilia obscura                    | (H. Magn.) T. Müll.                                                         | 1955               |
| Aspicilia obscurascens               | (H. Magn.) Clauzade & Rondon                                                | 1970               |
| Aspicilia obscurata                  | (Fr.) Arnold                                                                | 1869               |
| Aspicilia obscurior                  | (H. Magn.) Motyka                                                           | 1995               |
| Aspicilia obscurissima               | (Nyl.) Maheu & A. Gillet / Motyka                                           | 1926 / 1995        |
| Aspicilia obvallata                  | (H. Magn.) R. Sant. / (H. Magn.) Vitik., Ahti, Kuusinen, Lommi & T. Ulvinen | 1993 / 1997        |
| Aspicilia ocellata                   | (Mudd) Bagl. & Carestia                                                     | 1865               |
| Aspicilia ochracea                   | (Körb.) Motyka                                                              | 1995               |
| Aspicilia ochraceella                | (Nyl.) Arnold                                                               | 1871               |
| Aspicilia ochracella                 | (Nyl.) Arnold                                                               | 1871               |
| Aspicilia ochraceorubra              | Räsänen                                                                     | 1940               |
| Aspicilia ochrofusca                 | (Zahlbr.) Motyka                                                            | 1972               |
| Aspicilia ochromelaena               | (Zahlbr.) J.C. Wei                                                          | 1991               |
| Aspicilia oleifera                   | (H. Magn.) J.C. Wei                                                         | 1991               |
| Aspicilia oleosa                     | Poelt                                                                       | 1994               |
| Aspicilia olivacea                   | Bagl. & Carestia                                                            | 1863               |
| Aspicilia olivaceobrunnea            | Owe-Larss. & A. Nordin                                                      | 2007               |
| Aspicilia olivaceopallida            | (H. Magn.) Lendemer                                                         | 2013               |
| Aspicilia olivatula                  | Motyka                                                                      | 1995               |
| Aspicilia olivicolor                 | (H. Magn.) Motyka                                                           | 1995               |
| Aspicilia ophthalmiza                | Motyka                                                                      | 1995               |
| Aspicilia orbiculata                 | Darb.                                                                       | 1912               |
| Aspicilia oreinoma                   | Hue                                                                         | 1912               |
| Aspicilia owaniana                   | Hue                                                                         | 1912               |
| Aspicilia oxneriana                  | O.B. Blum                                                                   | 1970               |
| Aspicilia pacifica                   | Owe-Larss. & A. Nordin                                                      | 2007               |
| Aspicilia pallescens                 | (Anzi) Motyka                                                               | 1995               |
| Aspicilia pallidior                  | (H. Magn.) Motyka                                                           | 1995               |
| Aspicilia panaeola                   | Körb.                                                                       | 1859               |
| Aspicilia papillata                  | (Arnold) Motyka                                                             | 1995               |
| Aspicilia papilliformis              | McCune & J. Di Meglio                                                       | 2021               |
| Aspicilia parasitica                 | B. de Lesd.                                                                 | 1932               |
| Aspicilia pavimentans                | (Nyl.) Hue                                                                  | 1912               |
| Aspicilia pelobotryoides             | Eitner                                                                      | 1911               |
| Aspicilia pelobotryon                | (Wahlenb. ex Ach.) Th. Fr.                                                  | 1860               |
| Aspicilia peltastictoides            | (Hasse) K. Knudsen & Kocourk.                                               | 2013               |
| Aspicilia peragrata                  | (Fée) Hue                                                                   | 1921               |
| Aspicilia pergibbosa                 | (H. Magn. ex Lynge) Räsänen                                                 | 1943               |
| Aspicilia peripterodes               | (Nyl.) Oxner                                                                | 1971 / 1972        |
| Aspicilia perradiata                 | (Nyl.) Hue                                                                  | 1912               |
| Aspicilia perrugosa                  | Motyka                                                                      | 1995               |
| Aspicilia persica                    | (Müll. Arg.) Sohrabi                                                        | 2008               |
| Aspicilia personata                  | (Leight.) C.W. Dodge                                                        | 1971               |
| Aspicilia pertusa                    | (Lynge) J.W. Thomson                                                        | 1987               |
| Aspicilia phaea                      | Owe-Larss. & A. Nordin                                                      | 2007               |
| Aspicilia phialodes                  | Körb.                                                                       | 1875               |
| Aspicilia philippinensis             | Räsänen                                                                     | 1949               |
| Aspicilia planatula                  | Motyka                                                                      | 1995               |
| Aspicilia platycarpa                 | (J. Steiner) Hue                                                            | 1912               |
| Aspicilia pleiocarpa                 | (H. Magn.) Oxner                                                            | 1971 / 1972        |
| Aspicilia plicigera                  | (Zahlbr.) Oxner                                                             | 1971 / 1979        |
| Aspicilia plumbea                    | (H. Magn.) Motyka                                                           | 1995               |
| Aspicilia plumbeocaesia              | (Zahlbr.) H. Magn.                                                          |                    |
| Aspicilia plumbeola                  | (Müll. Arg.) Hue                                                            | 1912               |
| Aspicilia polonica                   | Motyka                                                                      | 1995               |
| Aspicilia polycarpa                  | (H. Magn.) Motyka                                                           | 1995               |
| Aspicilia polychroma                 | Anzi                                                                        | 1860               |
| Aspicilia polychromoides             | (J. Steiner) Hue                                                            | 1912               |
| Aspicilia polygonia                  | (Vill.) A. Massal. / (Flörke) Motyka                                        | 1852 / 1995        |
| Aspicilia pontica                    | Motyka                                                                      | 1995               |
| Aspicilia popovae                    | Sedeln.                                                                     | 1984               |
| Aspicilia praecrenata                | (Nyl.) Hue                                                                  | 1912               |
| Aspicilia praeruptorum               | (H. Magn.) R. Sant.                                                         | 1984               |
| Aspicilia premadiana                 | Hue                                                                         | 1912               |
| Aspicilia prestensis                 | Cl. Roux & A. Nordin                                                        | 2011               |
| Aspicilia prinii                     | B. de Lesd.                                                                 | 1954               |
| Aspicilia proluta                    | (Nyl.) Hue                                                                  | 1912               |
| Aspicilia prorumpens                 | Räsänen                                                                     | 1940               |
| Aspicilia prosecha                   | (Ach.) Hue                                                                  | 1914               |
| Aspicilia proserpens                 | (Nyl.) Hue                                                                  | 1912               |
| Aspicilia protuberans                | Räsänen                                                                     | 1939               |
| Aspicilia pruinosa                   | (Vain.) Motyka                                                              | 1995               |
| Aspicilia pseudoabbasiana            | S.Y. Kondr., Lőkös & Hur                                                    | 2016               |
| Aspicilia pseudocoerulea             | (Zahlbr.) Szatala                                                           | 1938               |
| Aspicilia pseudosquamata             | Motyka                                                                      | 1995               |
| Aspicilia pseudovulcanica            | S.Y. Kondr., Lőkös & Hur                                                    | 2016               |
| Aspicilia psoroides                  | (Hepp) Anzi                                                                 | 1862               |
| Aspicilia punctiformis               | (Lynge) Øvstedal                                                            | 2009               |
| Aspicilia pyrenaica                  | Hue                                                                         | 1912               |
| Aspicilia quartzitica                | W.A. Weber                                                                  | 1971               |
| Aspicilia reagens                    | (Zahlbr.) Motyka                                                            | 1995               |
| Aspicilia reagens                    | (Zahlbr.) Cl. Roux & M. Bertrand                                            | 2016               |
| Aspicilia recessa                    | Motyka                                                                      | 1995               |
| Aspicilia reptans                    | (Looman) Wetmore                                                            | 1985               |
| Aspicilia reticulata                 | Rehm ex Arnold                                                              | 1869               |
| Aspicilia rhaetica                   | (Th. Fr.) Hue                                                               | 1912               |
| Aspicilia rhagadiella                | (Nyl.) Hue                                                                  | 1911               |
| Aspicilia rhizophora                 | (Delise) Hue                                                                | 1912               |
| Aspicilia rhodopiza                  | (Hue) Nyl.                                                                  | 1912               |
| Aspicilia rimulosa                   | Oxner / (Oxner) Vitik., Ahti, Kuusinen, Lommi & T. Ulvinen                  | 1971 / 1972 / 1997 |
| Aspicilia rivularia                  | (Nyl.) Boistel                                                              | 1903               |
| Aspicilia rolleana                   | Hue                                                                         | 1912               |
| Aspicilia rosacea                    | Hue                                                                         | 1912               |
| Aspicilia roseoalba                  | Räsänen                                                                     | 1926               |
| Aspicilia rosulata                   | Körb.                                                                       | 1874               |
| Aspicilia rubiginosa                 | (Kremp.) Hue                                                                | 1912               |
| Aspicilia rufa                       | Kremp.                                                                      | 1863               |
| Aspicilia ryrkaipiae                 | (H. Magn.) Oxner                                                            | 1971               |
| Aspicilia ryrkaipiae                 | (H. Magn.) Oxner                                                            | 1972               |
| Aspicilia salazarensis               | B. de Lesd.                                                                 | 1933               |
| Aspicilia santamonicae               | Owe-Larss. & A. Nordin                                                      | 2007               |
| Aspicilia saximontana                | Wetmore                                                                     |                    |
| Aspicilia scabrida                   | (Degel.) R. Sant.                                                           | 1984               |
| Aspicilia scabridula                 | (H. Magn.) N.S. Golubk.                                                     | 1973               |
| Aspicilia scabridula                 | Motyka                                                                      | 1995               |
| Aspicilia schisticola                | (H. Magn.) J.C. Wei                                                         | 1991               |
| Aspicilia scopulicola                | B. de Lesd.                                                                 | 1951               |
| Aspicilia separans                   | (H. Magn.) W. Krause & Klem.                                                | 1962               |
| Aspicilia serpentinicola             | Suza ex Räsänen / Suza ex A. Nordin                                         | 1949 / 2013        |
| Aspicilia silicea                    | (Gyeln.) Verseghy                                                           | 1988               |
| Aspicilia similis                    | (A. Massal.) Anzi                                                           | 1862               |
| Aspicilia simulans                   | Kernst.                                                                     | 1896               |
| Aspicilia sinensis                   | (Zahlbr.) J.C. Wei                                                          | 1991               |
| Aspicilia sipeana                    | (H. Magn.) Owe-Larss. & A. Nordin                                           | 2007               |
| Aspicilia sophodopsis                | (Nyl.) Arnold                                                               | 1877               |
| Aspicilia sorediza                   | (Lynge) J.W. Thomson                                                        | 1981               |
| Aspicilia souliei                    | B. de Lesd.                                                                 | 1912               |
| Aspicilia spermatomanes              | Maheu & A. Gillet                                                           | 1926               |
| Aspicilia sphaerospora               | (Tomin) Oxner                                                               | 1971 / 1972        |
| Aspicilia spicata                    | McCune & J. Di Meglio                                                       | 2021               |
| Aspicilia squalida                   | Motyka                                                                      | 1995               |
| Aspicilia squamata                   | (Körb.) Motyka                                                              | 1995               |
| Aspicilia squamulata                 | Hue                                                                         | 1912               |
| Aspicilia squamulescens              | Motyka                                                                      | 1995               |
| Aspicilia stalagmitica               | Paukov & Davydov                                                            | 2020               |
| Aspicilia stellata                   | Hue                                                                         | 1912               |
| Aspicilia stenholmii                 | (H. Magn.) R. Sant.                                                         | 1993               |
| Aspicilia stenographica              | Motyka                                                                      | 1995               |
| Aspicilia stenospora                 | Hue                                                                         | 1912               |
| Aspicilia stockertii                 | Hue                                                                         | 1912               |
| Aspicilia straminella                | Hue                                                                         | 1912               |
| Aspicilia straussii                  | (J. Steiner) Sohrabi                                                        | 2008               |
| Aspicilia stygioplaca                | (Nyl.) Hue                                                                  | 1912               |
| Aspicilia subadunans                 | (Vain.) Räsänen                                                             | 1939               |
| Aspicilia subalbicans                | (H. Magn.) J.C. Wei                                                         | 1991               |
| Aspicilia subarctica                 | (H. Magn.) Creveld                                                          | 1981               |
| Aspicilia subcaerulea                | (Delile) Hue                                                                | 1912               |
| Aspicilia subcaesia                  | J.C. Wei                                                                    | 1991               |
| Aspicilia subcalcarea                | (Müll. Arg.) Hue                                                            | 1912               |
| Aspicilia subchalybaea               | Motyka                                                                      | 1995               |
| Aspicilia subcinerea                 | (Nyl.) Arnold                                                               | 1871               |
| Aspicilia subconfluens               | (H. Magn.) J.C. Wei                                                         | 1991               |
| Aspicilia subcontinua                | McCune & J. Di Meglio                                                       | 2021               |
| Aspicilia subcretacea                | (Nyl.) Motyka                                                               | 1995               |
| Aspicilia subdedalaea                | Motyka                                                                      | 1995               |
| Aspicilia subdepressa                | Arnold                                                                      | 1869               |
| Aspicilia subdissentiens             | (Nyl.) Hue                                                                  | 1912               |
| Aspicilia subeluta                   | Motyka                                                                      | 1995               |
| Aspicilia subepiglypta               | S.Y. Kondr., Lőkös & Hur                                                    | 2016               |
| Aspicilia subepulotica               | (Nyl.) Arnold                                                               | 1871               |
| Aspicilia subfarinosa                | (J. Steiner) Şenkard. & Sohrabi                                             | 2011               |
| Aspicilia subflavida                 | (H. Magn.) J.C. Wei                                                         | 1991               |
| Aspicilia subgeographica             | S.Y. Kondr., Lőkös & Hur                                                    | 2016               |
| Aspicilia subglyphica                | (H. Magn.) Motyka                                                           | 1995               |
| Aspicilia subgoettweigensis          | S.Y. Kondr., Lőkös & Hur                                                    | 2016               |
| Aspicilia sublapponica               | (Zahlbr.) Oxner                                                             | 1971 / 1979        |
| Aspicilia sublaqueata                | (H. Magn.) J.C. Wei                                                         | 1991               |
| Aspicilia submamillata               | S.Y. Kondr., Lőkös & Hur                                                    | 2016               |
| Aspicilia submersa                   | (Lamy) Hue                                                                  | 1912               |
| Aspicilia subobscura                 | (H. Magn.) R. Sant.                                                         | 1993               |
| Aspicilia subpercaena                | Szatala                                                                     | 1941               |
| Aspicilia subplicigera               | (H. Magn.) Oxner                                                            | 1971 / 1972        |
| Aspicilia subradians                 | (Nyl.) Hue                                                                  | 1912               |
| Aspicilia subradiascens              | (Nyl.) Hue                                                                  | 1912               |
| Aspicilia subreagens                 | (H. Magn.) R. Sant.                                                         | 1993               |
| Aspicilia subrecedens                | Motyka                                                                      | 1995               |
| Aspicilia subseducta                 | (Nyl.) Hue                                                                  | 1912               |
| Aspicilia substerilis                | Sipman                                                                      | 2007               |
| Aspicilia substictica                | Owe-Larss. & A. Nordin                                                      | 2007               |
| Aspicilia superposita                | (Zahlbr.) J.C. Wei                                                          | 1991               |
| Aspicilia supralittorea              | McCune & J. Di Meglio                                                       | 2021               |
| Aspicilia syernaiae                  | (H. Magn.) Oxner                                                            | 1971               |
| Aspicilia syernaiae                  | (H. Magn.) Oxner                                                            | 1972               |
| Aspicilia sylvatica                  | Flagey                                                                      | 1892               |
| Aspicilia syriaca                    | (J. Steiner) Szatala                                                        | 1941               |
| Aspicilia szechenyi                  | (Vain.) Hue                                                                 | 1912               |
| Aspicilia taurica                    | (Mereschk.) Hafellner                                                       | 2004               |
| Aspicilia tenebrica                  | (H. Magn.) R. Sant.                                                         | 1993               |
| Aspicilia tenuis                     | (H. Magn.) Owe-Larss. & A. Nordin                                           | 2007               |
| Aspicilia tephra                     | Hue                                                                         | 1912               |
| Aspicilia tephroda                   | Hue                                                                         | 1912               |
| Aspicilia tesselans                  | (Zahlbr.) J.C. Wei                                                          | 1991               |
| Aspicilia testaceorubra              | B. de Lesd.                                                                 | 1914               |
| Aspicilia thelotremoides             | (Nyl.) Räsänen                                                              | 1932               |
| Aspicilia thjanschanica              | Oxner                                                                       | 1929               |
| Aspicilia tofacea                    | Hue                                                                         | 1912               |
| Aspicilia tortuosa                   | (H. Magn.) N.S. Golubk.                                                     | 1972               |
| Aspicilia trachytica                 | (A. Massal.) Arnold / Flagey                                                | 1869 / 1892        |
| Aspicilia transbaicalica             | Oxner                                                                       | 1933               |
| Aspicilia transmontana               | Samp.                                                                       | 1924               |
| Aspicilia tromsoensis                | (H. Magn.) Räsänen                                                          | 1943               |
| Aspicilia trunciseda                 | (H. Magn.) R. Sant.                                                         | 1993               |
| Aspicilia tuberculascens             | Motyka                                                                      | 1995               |
| Aspicilia tuberculosa                | (Ach.) J.R. Laundon                                                         | 1986               |
| Aspicilia tumens                     | Hue                                                                         | 1912               |
| Aspicilia tyroliana                  | Hue                                                                         | 1912               |
| Aspicilia umbrinella                 | Hue                                                                         | 1912               |
| Aspicilia uplandica                  | (H. Magn.) Creveld                                                          | 1981               |
| Aspicilia vaginans                   | (Zahlbr.) Oxner                                                             | 1971 / 1972        |
| Aspicilia valamoensis                | Vain.                                                                       | 1931               |
| Aspicilia valpellinensis             | B. de Lesd.                                                                 | 1912               |
| Aspicilia variegatula                | (H. Magn.) R. Sant.                                                         | 1993               |
| Aspicilia verrucigera                | Hue                                                                         | 1912               |
| Aspicilia verruculosa (Schaakbordje) | Hue                                                                         | 1912               |
| Aspicilia vesiculosa                 | Motyka                                                                      | 1995               |
| Aspicilia viridescens                | (A. Massal.) Hue                                                            | 1912               |
| Aspicilia vitrea                     | Anzi                                                                        | 1886               |
| Aspicilia vulcanica                  | Hue                                                                         | 1912               |
| Aspicilia waldrastensis              | (H. Magn.) Clauzade & Rondon                                                | 1960 / 1970        |
| Aspicilia wyomingensis               | McCune & J. Di Meglio                                                       | 2021               |
| Aspicilia xyloxena                   | (H. Magn.) R. Sant. / (H. Magn.) Vitik., Ahti, Kuusinen, Lommi & T. Ulvinen | 1993 / 1997        |
| Aspicilia zahlbruckneri              | C.W. Dodge / (Lynge) Creveld                                                | 1971 / 1981        |